# Цунів (аеродром)

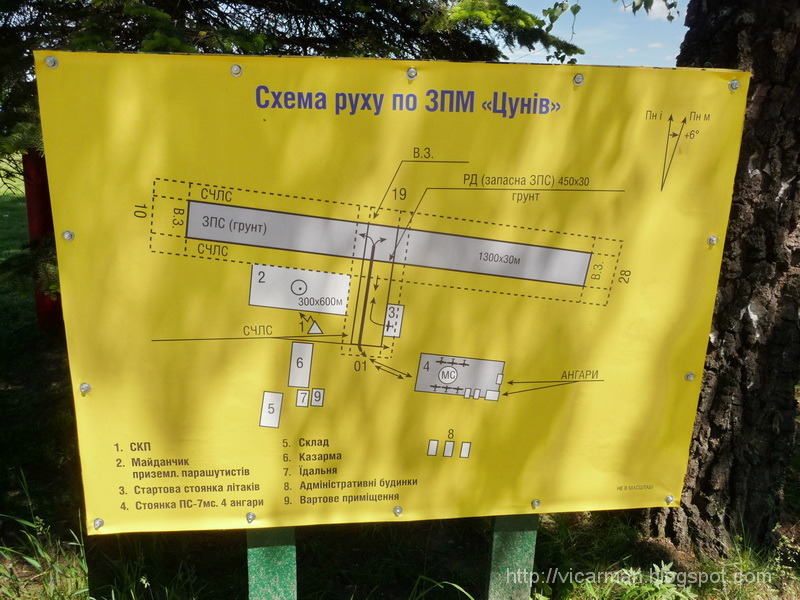
Схема аеродрому Цунів

Аеродрóм «Ц́унів» (у деяких документах Чунев)— спортивний аеродром, розташований в с.Заверешиця Городоцького району Львівської області. Аеродром призначений для базування та виконання польотів цивільної авіації загального призначення. Є центром здійснення парашутних стрибків.
Згідно реєстру ДАСУ є злітно-посадковим майданчиком (ЗПМ) з допуском ПС з масою до 5700 кг. Сертифікат на ЗПМ дійсний до 22.04.2017 р. Покриття трав'яне, злітно-посадкова смуга довжиною: 1157 м, ширина: 40 м.
Поріг 1: N 49,664 E 23 40,920
Поріг 2: N 49,455 E 23 41,829
Курс магнітний: 106°/286°
Експлуатантом аеродрому є Львівський авіаційно-спортивний клуб ТСО України.
Авіапарк: К-10 Swift, Socata TB-20, ЯК-12А, Morava L200D, Як-52.

## Історія
Перші згадки про аеродром відносяться орієнтовно до 1915 року.
У міжвоєнний період був запасним для аеродрому у Львові. Також тут розташовувався винищувально-авіаційний полк польського війська. Потім його зайняла радянська армія, далі – німецька, і знову радянська. На початку 1950-х років він втратив статус військового, став запасним аеродромом для Черлян і був переданий ДОСААФ.
У середині 1990-х років аеродром намагалися ліквідувати й передати його громаді, як землю. Але вдалося зберегти його статус і передати на баланс ТСОУ.

### Друга Світова Війна
Станом на 22 червня 1941 року, на аеродромі базувався 28й-винищувальний авіаполк ППО Військово-повітряних сил СРСР, з складу 15-ї змішаної авіаційної дивізії. На озброєнні перебувало 63 винищувальні літаків МіГ-3 (з них 14 несправних) і 20 І-16.
22 червня 1941 року авіагрупи Люфтваффе із складу II./JG 3 на Me-109 злетівши із аеродрому Гостинне атакували аеродром Цунів від 4-30 ранку до 20-00. Один літак було збито в околицях аеродрому, три літаки були збиті на підльотах до Львову о 14-30.
В ході повітряного бою 2 МіГ-3 було втрачено, 4 здійснили аварійну посадку на аеродром, 9 було пошкоджено на землі, із них 6 було відновлено. Частина літаків була втрачена від вогню власної зенітної артилерії.
Також протягом дня було здійснено 114 вильотів. У подальшому дві групи діяли на перехоплення німецьких бомбардувальників у районі Рави-Руської і на прикриття Львова.

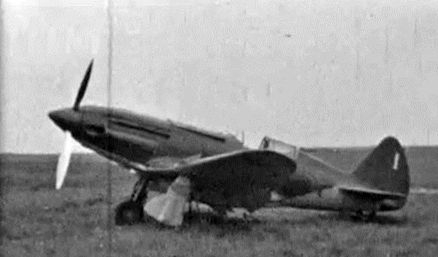
МіГ-3 на аеродромі Цунів у червні 1941 року.

## Аварії
| Дата       | Літак                   | Опис |
| ---------- | ----------------------- | --- |
| 04.10.2015 | Zenair CH 601 XL Zodiac | 4 жовтня, приблизно о 15:00, неподалік с. Лісновичі розбився легкомоторний цивільний літак Zenair CH 601 XL Zodiac UR-POSA. Внаслідок падіння загинули 54-річний пілот та 31-річний пасажир. |
| 27.07.2024 | К-10 Swift              | О 06:20 UTC студент авіаційного навчального закладу, який проходив льотну підготовку на літаку К-10 «Свіфт» UR-KAI, відповідно до польотного завдання виконував самостійний навчально-тренувальний політ у пілотажній зоні в районі експлуатованого ЗПМ. Зліт літака відбувся о 05:37 UTC. Політ мав тривати 1 годину. На 43-ій хвилині польоту координатор польотів втратив зв’язок зі студентом. О 06:55 UTC під час виконання пошукових робіт з повітря, на кукурудзяному полі, на відстані 10 км від ЗПМ, в межах пілотажної зони, було виявлено зруйноване повітряне судно. Пошуково-рятувальна група, що прибула на місце події, виявила на борту літака тіло загиблого студента. |

## Додатково
- Сторінка у Facebook
- Аеродром «Цунів» — виліт дозволено!
- Відео стрибків